# 帕代恩
帕代恩（法語：Padern，法語發音：[padɛʁn] ⓘ）是法国奥德省的一个市镇，属于纳博讷区。

## 地理
帕代恩（42°52'4"N, 2°39'26"E）面积29.79 平方千米，位于法国奧克西塔尼大區奥德省，该省份为法国南部沿海省份，北起塔恩省，西北接上加龙省，西接阿列日省，南至东比利牛斯省，东临地中海，东北与埃罗省接壤。
与帕代恩接壤的市镇（或旧市镇、城区）包括：屈屈尼昂、迪亚克-苏佩尔佩蒂斯、蒙加亚尔、帕济奥勒、蒂尚、托塔韦勒。

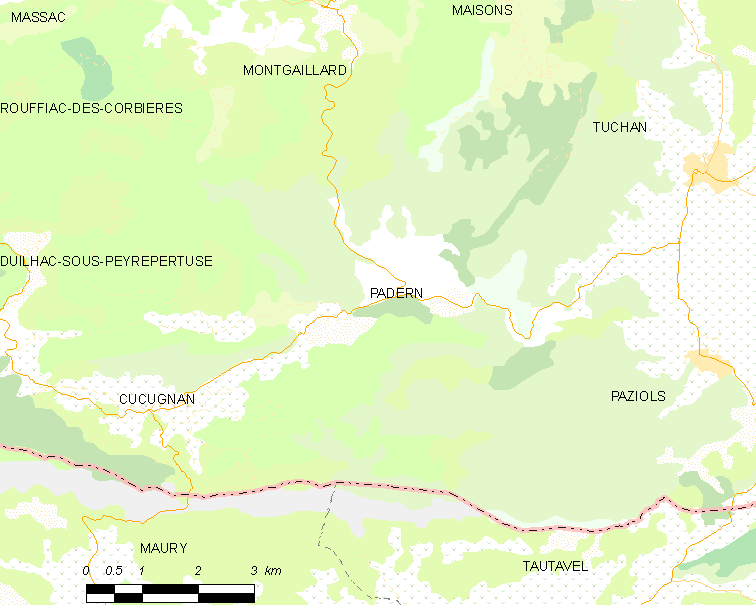
帕代恩的OSM定位图

帕代恩的时区为UTC+01:00、UTC+02:00（夏令时）。

## 行政
帕代恩的邮政编码为11350，INSEE市镇编码为11270。

## 政治
帕代恩所属的省级选区为莱科比耶尔县。

## 人口

1962-2008年间帕代恩人口变化图示

帕代恩于2022年1月1日时的人口数量为142人。